# Fetbjörken
Fetbjörken är en sjö i Skinnskattebergs kommun och Surahammars kommun i Västmanland och ingår i Norrströms huvudavrinningsområde. Sjön är 8,5 meter djup, har en yta på 0,226 kvadratkilometer och är belägen 94 meter över havet. Sjön avvattnas av vattendraget Flenaån.

## Delavrinningsområde
Fetbjörken ingår i det delavrinningsområde (662505-150988) som SMHI kallar för Inloppet i Långbjörken. Medelhöjden är 107 meter över havet och ytan är 11,34 kvadratkilometer. Det finns inga avrinningsområden uppströms utan avrinningsområdet är högsta punkten. Flenaån som avvattnar avrinningsområdet har biflödesordning 5, vilket innebär att vattnet flödar genom totalt 5 vattendrag innan det når havet efter 196 kilometer. Avrinningsområdet består mestadels av skog (88 procent). Avrinningsområdet har 1,06 kvadratkilometer vattenytor vilket ger det en sjöprocent på 9,4 procent.